# Protestas contra el Combo Energético de Costa Rica

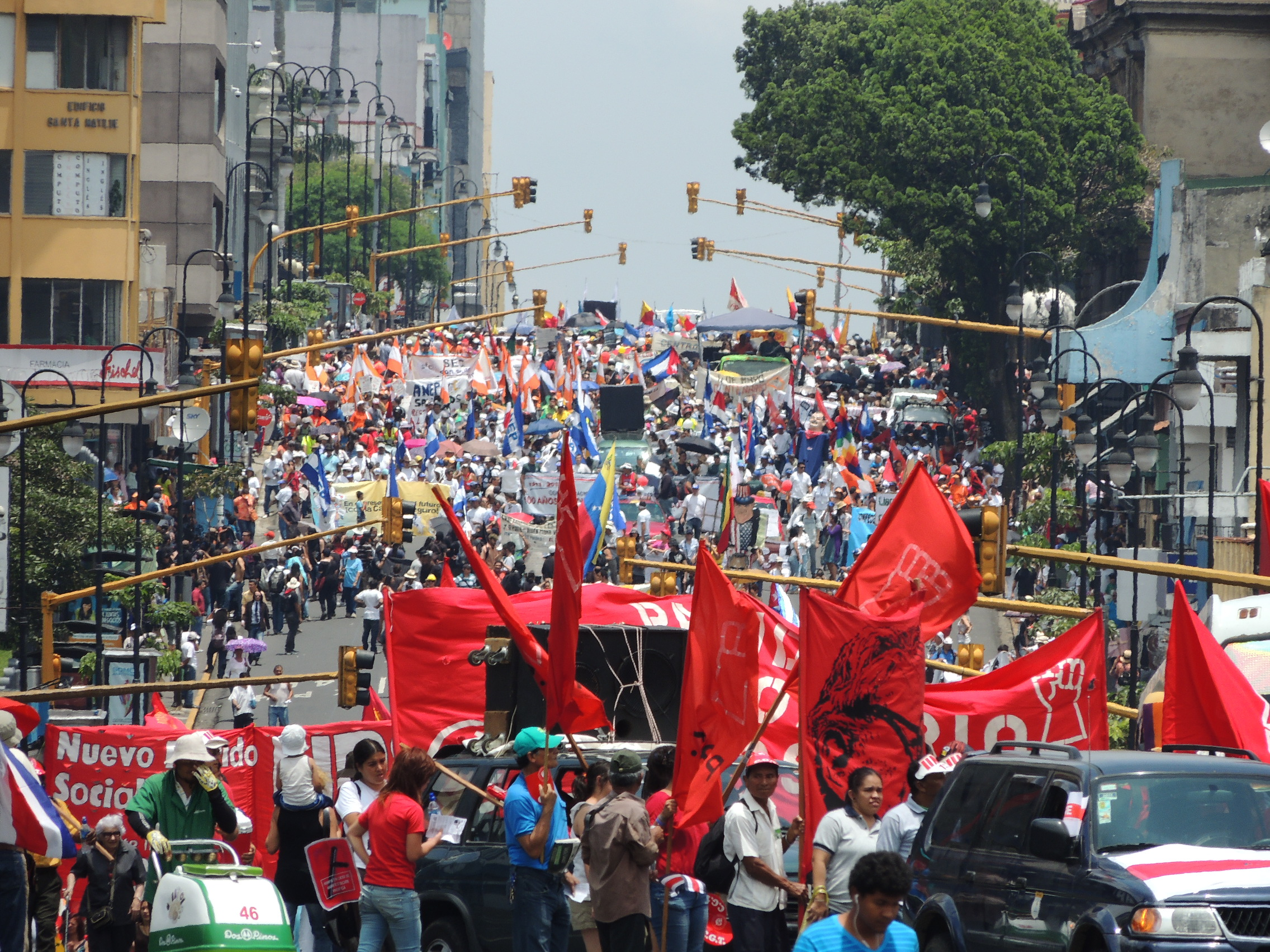
Las protestas y manifestaciones sociales han sido una forma de expresión muy común en Costa Rica

Las protestas contra el Combo Energético de Costa Rica fueron una serie de manifestaciones y protestas populares realizadas en Costa Rica a partir del 20 de marzo de 2000 tras la aprobación en primer debate en la Asamblea Legislativa de la «Ley para el Mejoramiento de los Servicios Públicos y Telecomunicaciones y la participación del Estado», también conocido como «Combo Energético» y popularmente como «Combo ICE». Se le considera un evento histórico costarricense por ser una de las más significativas protestas sociales de tiempos recientes.

## Historia
El llamado "Plan de transformación del Instituto Costarricense de Electricidad" era un conjunto de tres proyectos de ley que fueron votados simultáneamente por 45 diputados tanto del Partido Unidad Social Cristiana (en ese entonces en el poder) como de la primera fuerza opositora el Partido Liberación Nacional. El mismo incluía una serie de reformas que, entre otras cosas, abrían el mercado de telecomunicaciones rompiendo el monopolio estatal sobre el ICE y reducía la intervención del Estado en brindar estos servicios, y era uno de los más importantes proyectos del gobierno presidido por Miguel Ángel Rodríguez Echeverría, conocido por su ideología liberal. Esto fue interpretado por importantes sectores de la población como un esfuerzo más en privatizar las instituciones estatales.
El proyecto recibió el voto favorable de cuarenta y cinco diputados y en contra de diez diputados: todos los de los partidos Fuerza Democrática (3), Movimiento Libertario (1), Acción Laborista Agrícola (1), Integración Nacional (1) y Renovación Costarricense (1), más tres del Partido Liberación Nacional (Ricardo Sancho, Walter Robinson y Manuel Larios).
Inmediatamente se realizaron airadas protestas populares que incluyeron marchas, manifestaciones masivas y bloqueos de calles, así como enfrentamientos violentos entre la policía y los manifestantes, incluso huelgas de hambre de algunos estudiantes. Distintos dirigentes políticos como Walter Muñoz, Justo Orozco, Célimo Guido, José Manuel Núñez, José Merino, Ottón Solís y José Miguel Corrales apoyaron las manifestaciones y en algunos casos participaron de las mismas. Las encuestas de la época mostraban que cerca del 65% de la población costarricense respaldaba las protestas y apoyaba a los manifestantes, así como mostraba descontento con el gobierno y los dos partidos tradicionales.
El Tribunal Supremo de Elecciones convocó a una serie de mesas de diálogo para poner fin al conflicto, y finalmente la Sala Constitucional declaró inconstitucional el proyecto por lo que el mismo no continuó su trámite legislativo.

## Consecuencia
El Combo ICE junto con el previo Pacto Figueres-Calderón fueron vistos por buena parte de la población como ejemplo de los acuerdos entre los dos partidos tradicionales y contribuyó al desgaste del sistema bipartidista y al deterioro del respaldo electoral que dichos partidos tenían. Estos eventos sumados a los posteriores escándalos de corrupción como los casos Caja-Fischell e ICE-Alcatel terminaron por romper el bipartidismo costarricense y pasar a un sistema multipartidista.